# Broigne

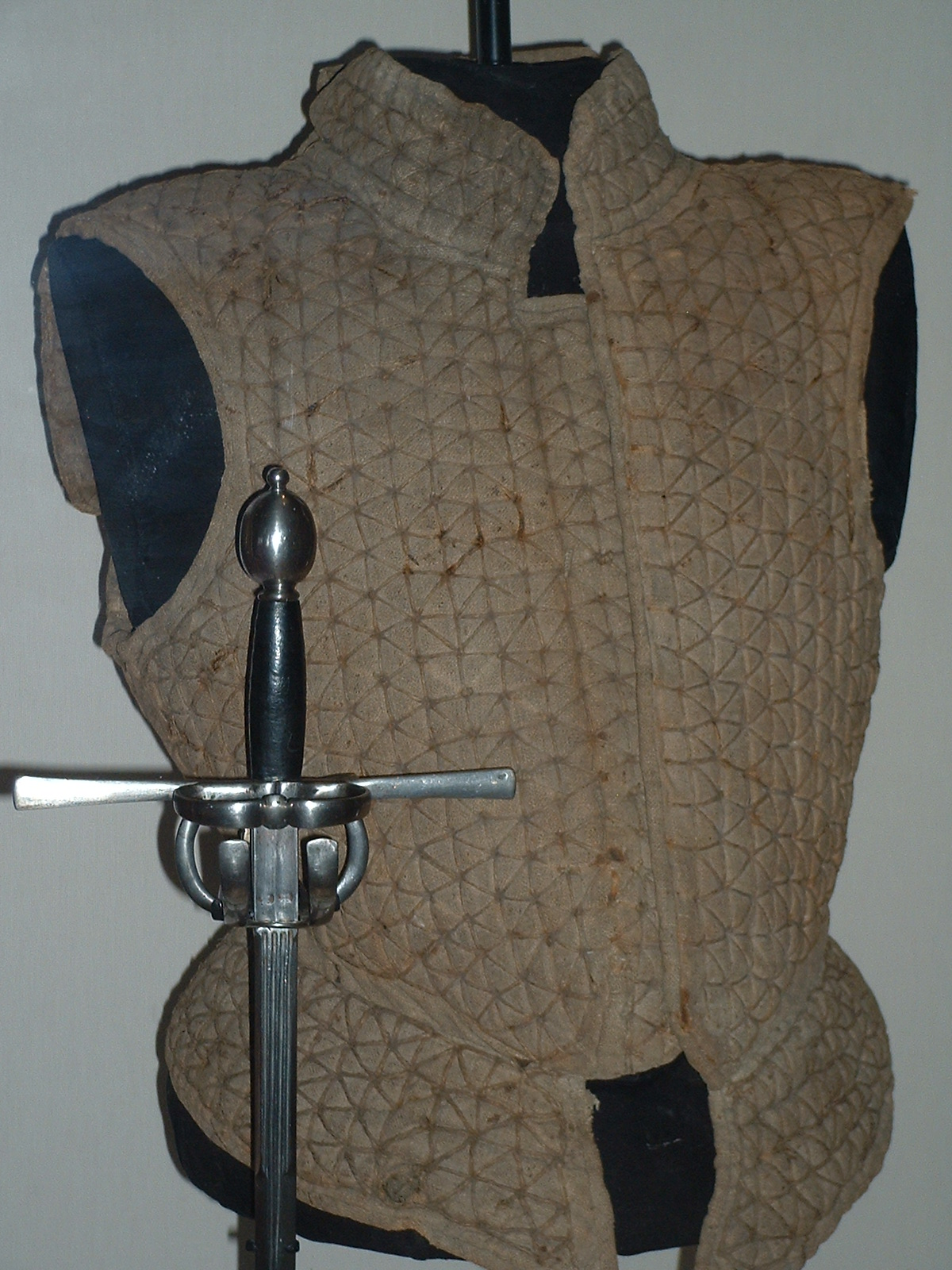
Brognie inglese, con maglie cucite tra 2 strati di tessuto

Il broigne (Brogne o anche bruniein francese antico) è un particolare tipo di armatura atta a proteggere il torace.

## Etimologia
Il broigne (citato come bronie nel Chanson de Roland intorno al 1080) deriverebbe dal termine della lingua gallica "bronia" che significa "seno, petto". Nell'alto medioevo  venne chiamato in francone * brunnia ", a significare "cotta di maglia, armatura, protezione" (es. alto tedesco antico brunnī  o anche, brunni, brunna, brunia) .

## Descrizione

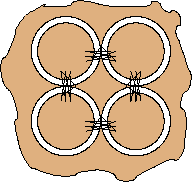
A differenza della cotta di maglia, gli anelli del broigne sono cuciti su un supporto.

Il brognie è costituito da un indumento sul quale sono fissati rinforzi rigidi chiamati maglie o gemelli. La differenza tra un brognie ed una cotta di maglia è che in quest'ultima le maglie, sono collegati tra loro senza supporto intermedio. Il capo utilizzato come supporto può essere realizzato in tessuto, cuoio, feltro, ecc. 
I gemelli possono essere attaccati sopra o sotto il tessuto o tra due strati di indumenti. La loro forma è variabile (a piastra, ad anello, o chiodo) proprio come il loro materiale. Sono spesso realizzati in ferro, acciaio, pelle laccata ( Vicino Oriente e Oriente ). Sono stati usati anche guscio di tartaruga, trucioli di legno o di ossa, anche se più raramente. 
I segmenti della corazza sono per definizione attaccati ai vestiti, ma possono anche essere attaccati l'uno all'altro. 
I primi broigne apparirono all'età di Carlo Magno e vennero utilizzati fino ai secoli XIV-XVI.